# السعيدية (المفرق)
السعيدية منطقة سكنية تقع في لواء البادية الشمالية، محافظة المفرق في الأردن. تنتمي المنطقة لقضاء أم الجمال الذي يضم 9 مناطق. يقدر عدد سكانها بـ 2645 نسمة حسب إحصاء 2015.

## الوصلات الخارجية
- دائرة الاحصاءات العامة